# Tuomas Uusimäki
Tuomas Uusimäki (* 9. Juli 1977 in Kokkola) ist ein ehemaliger finnischer Fußballspieler. Der defensive Mittelfeldspieler debütierte 2005 in der finnischen Nationalmannschaft, für die er bis zu seinem letzten Spiel 2006 fünf Mal auflief.

## Werdegang
Uusimäki begann seine Karriere bei Kokkola PV, ehe er sich dem Lokalrivalen Gamlakarleby BK in der zweitklassigen Ykkönen anschloss. 1998 wechselte er zu FF Jaro in die Veikkausliiga, mit der Mannschaft verpasste er jedoch als Tabellenletzter den Klassenerhalt in der höchsten Spielklasse Finnlands. Daraufhin warb ihn der Zweitligist Närpes Kraft ab, für den er eine Spielzeit auflief. 2000 wechselte Uusimäki erneut in die Veikkausliiga, dieses Mal schloss er sich dem Vaasan PS an. 
Im Sommer 2001 wechselte Uusimäki ins Ausland und unterschrieb einen Vertrag beim schwedischen Klub BK Häcken. In der Allsvenskan war er an der Seite von Tobias Hysén, Johan Lind und Christoffer Källqvist auf Anhieb Stammspieler, stieg jedoch mit dem Klub in die Superettan ab. Unter Trainer Jörgen Lennartsson verpasste er lediglich aufgrund des schlechteren Torverhältnisses gegenüber dem Göteborger Ortsrivalen Västra Frölunda IF als Tabellenvierter den Relegationsplatz zur Allsvenskan. Im folgenden Jahr platzierte er sich mit der Mannschaft auf dem Relegationsplatz, dort scheiterte er mit dem Klub nach einer 1:2-Heimniederlage trotz eines 1:0-Auswärtssieges aufgrund der Auswärtstorregel an GIF Sundsvall. Weiterhin Stammspieler, erreichte er in der Zweitliga-Spielzeit 2004 mit dem Klub als Tabellenzweiter den Wiederaufstieg in die höchste Spielklasse des Landes.
Aufgrund seiner guten Leistungen warb jedoch der Ortsrivale Örgryte IS Uusimäki von BK Häcken ab. Auch hier war er an der Seite von Anders Prytz, Dick Last, Christian Hemberg und Paulinho Guará Stammkraft und erreichte mit dem Klub den neunten Platz in der Allsvenskan. Zudem spielte er sich in die Nationalmannschaft, für die er am 12. November beim 2:2-Unentschieden gegen die estnische Nationalmannschaft debütierte. In der folgenden Spielzeit blieb für ihn auf Vereinsebene der Erfolg aus, als Tabellenletzter stieg er mit dem Klub aus der ersten Liga ab.
Uusimäki verließ daher nach Saisonende den Klub und wurde vom Grazer AK verpflichtet. In Österreich leif er bis zum Ende der Meisterschaft im Sommer für seinen neuen Verein auf, der jedoch aufgrund von Verletzungen der Lizenzregeln und nicht eingehaltener Zahlungsvereinbarungen aufgrund massiver Punktabzüge – in Summe ergab sich ein Punktabzug von 28 Punkten, so dass der Klub mit sechs Saisonpunkten die Saison beendete – die Spielzeit als Absteiger beendete. Daraufhin kehrte er nach Finnland zurück und schloss sich seiner ersten Spielstation Kokkola PV an. Bis 2009 kam er in insgesamt drei Spieljahren auf 60 Ligaauftritte, in denen er sechs Tore erzielte. Danach zog sich Uusimäki weitgehend aus dem aktiven Fußball zurück.